# Palaeolyngbya
Palaeolyngbya es un Oscillatoriaceae que vivió durante el Precámbrico tardío (Neoproterozoico) en lo que hoy es Australia Central. Cada celda de Palaeolyngbya tenía aproximadamente 10 micrones de ancho. es una de las Bacterias más antiguas conocidas, se trata de un alga azul-verde, formando colonias filamentosas. Se han hallado microfósiles perfectamente conservados que encontrado en el centro de Australia en rocas que datan del Precámbrico tardío (aprox. hace 850 millones de años de antigüedad), coexistió en los mares bajos del centro de Australia, junto a sus parientes, Bacterias que formaban estromatolitos.